# International Football Cup 1963/64
Beim 3. International Football Cup nahmen in der Saison 1963/64 48 Mannschaften teil, darunter nahmen auch zum ersten Mal Mannschaften aus Belgien teil.
Das Finale gewann Slovnaft Bratislava auf der Hohe Warte mit 1:0 über Polonia Bytom.

## Gruppenphase
Die Mannschaften wurden, wie in der 1. Saison, nach geografischer Lage in zwölf Gruppen à vier Teams eingeteilt. Die Gruppen A1-A4 waren für Nationen Belgien, Frankreich, Italien und Schweiz bestimmt, Gruppen B1-B4 wurden an die Länder von der Bundesrepublik Deutschland, der Niederlande, Österreich und Schweden verteilt und in den Gruppen C1-C4 waren die Teams von der Deutschen Demokratischen Republik, Jugoslawien, Polen und der Tschechoslowakei vertreten.
Der Gruppenerste qualifizierte sich für die K.O.-Runde.
Die Spiele der Abteilung A fanden zwischen 2. Juni und 7. Juli 1963, die Spiele der Abteilung B zwischen 23. Juni und 28. Juli 1963 statt.

### Gruppe A1
| Pl. | Verein           | Sp. | S | U | N | Tore    | Diff. | Punkte |
| --- | ---------------- | --- | - | - | - | ------- | ----- | ------ |
| 1.  | Standard Lüttich | 6   | 2 | 3 | 1 | 008:800 | ±0    | 07:50  |
| 2.  | AC Florenz       | 6   | 2 | 2 | 2 | 008:900 | −1    | 06:60  |
| 3.  | UA Sedan Torcy   | 6   | 2 | 2 | 2 | 012:160 | −4    | 06:60  |
| 4.  | FC Zürich        | 6   | 1 | 3 | 2 | 011:600 | +5    | 05:70  |

Spielergebnisse
| A1 | A1               | Belgien | Italien | Frankreich | Schweiz |
| -- | ---------------- | ------- | ------- | ---------- | ------- |
| 1. | Standard Lüttich |         | 1:1     | 1:3        | 1:0     |
| 2. | AC Florenz       | 0:1     |         | 5:4        | 1:0     |
| 3. | UA Sedan Torcy   | 2:2     | 2:0     |            | 1:1     |
| 4. | FC Zürich        | 2:2     | 1:1     | 7:0        |         |

### Gruppe A2
| Pl. | Verein            | Sp. | S | U | N | Tore    | Diff. | Punkte |
| --- | ----------------- | --- | - | - | - | ------- | ----- | ------ |
| 1.  | Sampdoria Genua   | 6   | 4 | 1 | 1 | 013:300 | +10   | 09:30  |
| 2.  | Olympique Nîmes   | 6   | 4 | 1 | 1 | 013:700 | +6    | 09:30  |
| 3.  | Royal Antwerpen   | 6   | 2 | 0 | 4 | 009:140 | −5    | 04:80  |
| 4.  | FC Lausanne-Sport | 6   | 1 | 0 | 5 | 005:160 | −11   | 02:10  |

Spielergebnisse
| A2 | A2                | Italien | Frankreich | Belgien | Schweiz |
| -- | ----------------- | ------- | ---------- | ------- | ------- |
| 1. | Sampdoria Genua   |         | 0:2        | 5:0     | 5:0     |
| 2. | Olympique Nîmes   | 1:1     |            | 3:2     | 5:1     |
| 3. | Royal Antwerpen   | 0:1     | 3:1        |         | 2:0     |
| 4. | FC Lausanne-Sport | 0:1     | 0:1        | 4:2     |         |

### Gruppe A3
| Pl. | Verein         | Sp. | S | U | N | Tore    | Diff. | Punkte |
| --- | -------------- | --- | - | - | - | ------- | ----- | ------ |
| 1.  | FC Modena      | 6   | 3 | 2 | 1 | 008:600 | +2    | 08:40  |
| 2.  | KAA Gent       | 6   | 2 | 3 | 1 | 010:900 | +1    | 07:50  |
| 3.  | FC Toulouse    | 6   | 3 | 0 | 3 | 014:100 | +4    | 06:60  |
| 4.  | BSC Young Boys | 6   | 1 | 1 | 4 | 007:140 | −7    | 03:90  |

Spielergebnisse
| A3 | A3             | Italien | Belgien | Frankreich | Schweiz |
| -- | -------------- | ------- | ------- | ---------- | ------- |
| 1. | FC Modena      |         | 1:1     | 2:0        | 3:1     |
| 2. | KAA Gent       | 0:0     |         | 2:1        | 2:0     |
| 3. | FC Toulouse    | 3:0     | 5:3     |            | 3:0     |
| 4. | BSC Young Boys | 1:2     | 2:2     | 3:2        |         |

### Gruppe A4
| Pl. | Verein               | Sp. | S | U | N | Tore    | Diff. | Punkte |
| --- | -------------------- | --- | - | - | - | ------- | ----- | ------ |
| 1.  | FC Rouen             | 6   | 4 | 0 | 2 | 018:130 | +5    | 08:40  |
| 2.  | AC Venedig           | 6   | 3 | 1 | 2 | 010:700 | +3    | 07:50  |
| 3.  | Lierse SK            | 6   | 3 | 1 | 2 | 007:800 | −1    | 07:50  |
| 4.  | FC La Chaux-de-Fonds | 6   | 0 | 2 | 4 | 011:180 | −7    | 02:10  |

Spielergebnisse
| A4 | A4                   | Frankreich | Italien | Belgien | Schweiz |
| -- | -------------------- | ---------- | ------- | ------- | ------- |
| 1. | FC Rouen             |            | 2:1     | 2:0     | 4:3     |
| 2. | AC Venedig           | 3:1        |         | 2:0     | 2:1     |
| 3. | Lierse SK            | 3:2        | 1:0     |         | 2:1     |
| 4. | FC La Chaux-de-Fonds | 3:7        | 2:2     | 1:1     |         |

### Gruppe B1
| Pl. | Verein         | Sp. | S | U | N | Tore    | Diff. | Punkte |
| --- | -------------- | --- | - | - | - | ------- | ----- | ------ |
| 1.  | SK Rapid Wien  | 6   | 5 | 0 | 1 | 017:600 | +11   | 10:20  |
| 2.  | PSV Eindhoven  | 6   | 4 | 0 | 2 | 011:100 | +1    | 08:40  |
| 3.  | VfR Neumünster | 6   | 2 | 0 | 4 | 009:140 | −5    | 04:80  |
| 4.  | Djurgårdens IF | 6   | 1 | 0 | 5 | 006:130 | −7    | 02:10  |

Spielergebnisse
| B1 | B1             | Osterreich | Niederlande | Deutschland Bundesrepublik | Schweden |
| -- | -------------- | ---------- | ----------- | -------------------------- | -------- |
| 1. | SK Rapid Wien  |            | 5:2         | 4:1                        | 3:1      |
| 2. | PSV Eindhoven  | 1:2        |             | 4:3                        | 2:0      |
| 3. | VfR Neumünster | 1:0        | 0:1         |                            | 2:1      |
| 4. | Djurgårdens IF | 0:3        | 0:1         | 4:2                        |          |

### Gruppe B2
| Pl. | Verein            | Sp. | S | U | N | Tore    | Diff. | Punkte |
| --- | ----------------- | --- | - | - | - | ------- | ----- | ------ |
| 1.  | FC Bayern München | 6   | 4 | 2 | 0 | 019:900 | +10   | 10:20  |
| 2.  | First Vienna FC   | 6   | 3 | 1 | 2 | 014:110 | +3    | 07:50  |
| 3.  | Sparta Rotterdam  | 6   | 3 | 0 | 3 | 013:170 | −4    | 06:60  |
| 4.  | IFK Göteborg      | 6   | 0 | 1 | 5 | 010:190 | −9    | 01:11  |

Spielergebnisse
| B2 | B2                | Deutschland Bundesrepublik | Osterreich | Niederlande | Schweden |
| -- | ----------------- | -------------------------- | ---------- | ----------- | -------- |
| 1. | FC Bayern München |                            | 2:1        | 6:0         | 2:2      |
| 2. | First Vienna FC   | 2:2                        |            | 4:1         | 1:0      |
| 3. | Sparta Rotterdam  | 1:2                        | 5:1        |             | 2:1      |
| 4. | IFK Göteborg      | 3:5                        | 1:5        | 3:4         |          |

### Gruppe B3
| Pl. | Verein       | Sp. | S | U | N | Tore    | Diff. | Punkte |
| --- | ------------ | --- | - | - | - | ------- | ----- | ------ |
| 1.  | Örgryte IS   | 6   | 3 | 2 | 1 | 014:100 | +4    | 08:40  |
| 2.  | Wiener AC    | 6   | 3 | 1 | 2 | 007:800 | −1    | 07:50  |
| 3.  | FK Pirmasens | 6   | 3 | 0 | 3 | 019:110 | +8    | 06:60  |
| 4.  | SC Enschede  | 6   | 1 | 1 | 4 | 005:160 | −11   | 03:90  |

Spielergebnisse
| B3 | B3           | Schweden | Osterreich | Deutschland Bundesrepublik | Niederlande |
| -- | ------------ | -------- | ---------- | -------------------------- | ----------- |
| 1. | Örgryte IS   |          | 3:0        | 4:1                        | 2:0         |
| 2. | Wiener AC    | 1:1      |            | 3:0                        | 1:0         |
| 3. | FK Pirmasens | 5:1      | 4:1        |                            | 8:0         |
| 4. | SC Enschede  | 3:3      | 0:1        | 2:1                        |             |

### Gruppe B4
| Pl. | Verein                  | Sp. | S | U | N | Tore    | Diff. | Punkte |
| --- | ----------------------- | --- | - | - | - | ------- | ----- | ------ |
| 1.  | IFK Norrköping          | 6   | 4 | 1 | 1 | 014:900 | +5    | 09:30  |
| 2.  | Ajax Amsterdam          | 6   | 3 | 1 | 2 | 017:120 | +5    | 07:50  |
| 3.  | SC Tasmania 1900 Berlin | 6   | 1 | 3 | 2 | 011:160 | −5    | 05:70  |
| 4.  | 1. Schwechater SC       | 6   | 1 | 1 | 4 | 012:170 | −5    | 03:90  |

Spielergebnisse
| B4 | B4                      | Schweden | Niederlande | Deutschland Bundesrepublik | Osterreich |
| -- | ----------------------- | -------- | ----------- | -------------------------- | ---------- |
| 1. | IFK Norrköping          |          | 1:4         | 3:0                        | 4:1        |
| 2. | Ajax Amsterdam          | 0:1      |             | 5:1                        | 4:2        |
| 3. | SC Tasmania 1900 Berlin | 3:3      | 2:2         |                            | 4:2        |
| 4. | 1. Schwechater SC       | 1:2      | 5:2         | 1:1                        |            |

### Gruppe C1
| Pl. | Verein              | Sp. | S | U | N | Tore    | Diff. | Punkte |
| --- | ------------------- | --- | - | - | - | ------- | ----- | ------ |
| 1.  | Slovnaft Bratislava | 6   | 4 | 1 | 1 | 012:400 | +8    | 09:30  |
| 2.  | FK Velež Mostar     | 6   | 3 | 1 | 2 | 009:120 | −3    | 07:50  |
| 3.  | Zagłębie Sosnowiec  | 6   | 3 | 0 | 3 | 008:800 | ±0    | 06:60  |
| 4.  | SC Motor Jena       | 6   | 1 | 0 | 5 | 003:800 | −5    | 02:10  |

Spielergebnisse
| C1 | C1                  | Tschechoslowakei | Jugoslawien Sozialistische Föderative Republik | Polen 1944 | Deutschland Demokratische Republik 1949 |
| -- | ------------------- | ---------------- | ---------------------------------------------- | ---------- | --------------------------------------- |
| 1. | Slovnaft Bratislava |                  | 6:1                                            | 1:0        | 2:1                                     |
| 2. | FK Velež Mostar     | 1:1              |                                                | 4:1        | 1:0                                     |
| 3. | Zagłębie Sosnowiec  | 1:0              | 4:1                                            |            | 2:0(1)                                  |
| 4. | SC Motor Jena       | 0:2              | 0:1                                            | 2:0        |                                         |

1Das Spiel konnte nicht beendet werden, da Jena zu viele Verletzte und Platzverweise hatte.

### Gruppe C2
| Pl. | Verein            | Sp. | S | U | N | Tore    | Diff. | Punkte |
| --- | ----------------- | --- | - | - | - | ------- | ----- | ------ |
| 1.  | Slovan Bratislava | 6   | 3 | 2 | 1 | 012:700 | +5    | 08:40  |
| 2.  | Ruch Chorzów      | 6   | 3 | 1 | 2 | 012:800 | +4    | 07:50  |
| 3.  | OFK Belgrad       | 6   | 2 | 2 | 2 | 007:120 | −5    | 06:60  |
| 4.  | SC Empor Rostock  | 6   | 0 | 3 | 3 | 005:900 | −4    | 03:90  |

Spielergebnisse
| C2 | C2                | Tschechoslowakei | Polen 1944 | Jugoslawien Sozialistische Föderative Republik | Deutschland Demokratische Republik 1949 |
| -- | ----------------- | ---------------- | ---------- | ---------------------------------------------- | --------------------------------------- |
| 1. | Slovan Bratislava |                  | 4:1        | 4:0                                            | 1:1                                     |
| 2. | Ruch Chorzów      | 3:0              |            | 3:0                                            | 3:1                                     |
| 3. | OFK Belgrad       | 2:2              | 2:1        |                                                | 2:1                                     |
| 4. | SC Empor Rostock  | 0:1              | 1:1        | 1:1                                            |                                         |

### Gruppe C3
| Pl. | Verein              | Sp. | S | U | N | Tore    | Diff. | Punkte |
| --- | ------------------- | --- | - | - | - | ------- | ----- | ------ |
| 1.  | Polonia Bytom       | 6   | 2 | 3 | 1 | 017:100 | +7    | 07:50  |
| 2.  | Roter Stern Belgrad | 6   | 3 | 1 | 2 | 015:150 | ±0    | 07:50  |
| 3.  | ASK Vorwärts Berlin | 6   | 1 | 3 | 2 | 010:900 | +1    | 05:70  |
| 4.  | Jednota Trenčín     | 6   | 2 | 1 | 3 | 007:150 | −8    | 05:70  |

Spielergebnisse
| C3 | C3                  | Polen 1944 | Jugoslawien Sozialistische Föderative Republik | Deutschland Demokratische Republik 1949 | Tschechoslowakei |
| -- | ------------------- | ---------- | ---------------------------------------------- | --------------------------------------- | ---------------- |
| 1. | Polonia Bytom       |            | 6:1                                            | 2:2                                     | 2:2              |
| 2. | Roter Stern Belgrad | 4:3        |                                                | 2:1                                     | 5:1              |
| 3. | ASK Vorwärts Berlin | 1:1        | 2:2                                            |                                         | 3:0              |
| 4. | Jednota Trenčín     | 0:3        | 2:1                                            | 2:1                                     |                  |

### Gruppe C4
| Pl. | Verein            | Sp. | S | U | N | Tore    | Diff. | Punkte |
| --- | ----------------- | --- | - | - | - | ------- | ----- | ------ |
| 1.  | Odra Opole        | 6   | 3 | 2 | 1 | 008:300 | +5    | 08:40  |
| 2.  | TJ SONP Kladno    | 6   | 3 | 1 | 2 | 007:800 | −1    | 07:50  |
| 3.  | Hajduk Split      | 6   | 3 | 0 | 3 | 007:800 | −1    | 06:60  |
| 4.  | BSG Motor Zwickau | 6   | 1 | 1 | 4 | 006:900 | −3    | 03:90  |

Spielergebnisse
| C4 | C4                | Polen 1944 | Tschechoslowakei | Jugoslawien Sozialistische Föderative Republik | Deutschland Demokratische Republik 1949 |
| -- | ----------------- | ---------- | ---------------- | ---------------------------------------------- | --------------------------------------- |
| 1. | Odra Opole        |            | 4:0              | 1:0                                            | 1:0                                     |
| 2. | TJ SONP Kladno    | 1:1        |                  | 2:0                                            | 2:1                                     |
| 3. | Hajduk Split      | 1:0        | 1:2              |                                                | 2:1                                     |
| 4. | BSG Motor Zwickau | 1:1        | 1:0              | 2:3                                            |                                         |

## 1. Runde
|                     | Gesamt |                      | Hinspiel | Rückspiel |
| ------------------- | ------ | -------------------- | -------- | --------- |
| Odra Opole          | 5:2    | IFK Norrköping       | 3:2      | 2:0       |
| SK Rapid Wien       | 0:3    | Standard Lüttich     | 0:1      | 0:2       |
| FC Bayern München   | 4:7    | FC Rouen             | 2:3      | 2:4       |
| Slovnaft Bratislava | 4:3    | FC Modena(2)         | 4:1      | 0:2       |
| Örgryte IS(2)       | 1:2    | ŠK Slovan Bratislava | 0:1      | 1:1       |
| Polonia Bytom       | 3:1    | Sampdoria Genua      | 1:1      | 2:0       |

2Das Team kam als einer der besten 2 Verlierer ins Viertelfinale.

## Viertelfinale
|                      | Gesamt    |                  | Hinspiel | Rückspiel |
| -------------------- | --------- | ---------------- | -------- | --------- |
| ŠK Slovan Bratislava | (M)2:2(M) | Odra Opole       | 1:1      | 1:1 n. V. |
| FC Rouen             | 6:3       | Standard Lüttich | 3:0      | 3:3       |
| Örgryte IS           | 03:10     | Polonia Bytom    | 1:7      | 2:3       |
| Slovnaft Bratislava  | 3:1       | FC Modena        | 2:1      | 1:0       |

## Halbfinale
|                     | Gesamt |            | Hinspiel | Rückspiel |
| ------------------- | ------ | ---------- | -------- | --------- |
| Slovnaft Bratislava | 7:2    | FC Rouen   | 5:0      | 2:2       |
| Polonia Bytom       | 2:1    | Odra Opole | 2:1      | 0:0       |

## Finale
| Slovnaft Bratislava                         | Slovnaft Bratislava | Polonia Bytom | Polonia Bytom |
| ------------------------------------------- | --- | --- | ------------- |
| Slovnaft Bratislava                         | \| Finale \| \| 25. Mai 1964 in Wien (Hohe Warte) \| \| Ergebnis: 1:0 (0:0) \| \| Zuschauer: 3.500 \| \| Schiedsrichter: Paul Schiller ( Österreich) \|            | \| Finale \| \| 25. Mai 1964 in Wien (Hohe Warte) \| \| Ergebnis: 1:0 (0:0) \| \| Zuschauer: 3.500 \| \| Schiedsrichter: Paul Schiller ( Österreich) \|                                    | Polonia Bytom |
| Slovnaft Bratislava                         | Peter Fülle, Milan Hrica, Vladimír Weiss, Jan Feriančík, Gustáv Mráz, Titus Buberník, Kazimír Gajdoš, Adolf Scherer, Eduard Gáborík, Michal Medviď, Milan Dolinský | Edward Szymkowiak, Józef Dymarczyk, Walter Winkler, Bogusław Widawski, Paweł Orzechowski, Ryszard Grzegorczyk, Jan Banaś, Gerhard Lukoszczyk, Norbert Pogrzeba, Jan Liberda, Jerzy Jóźwiak | Polonia Bytom |
| Slovnaft Bratislava                         | 1:0 Adolf Scherer (55.) | | Polonia Bytom |
| Finale                                      | | |               |
| 25. Mai 1964 in Wien (Hohe Warte)           | | |               |
| Ergebnis: 1:0 (0:0)                         | | |               |
| Zuschauer: 3.500                            | | |               |
| Schiedsrichter: Paul Schiller ( Österreich) | | |               |